# Passe o Tempo que Passar
Passe o Tempo que Passar é o décimo quinto álbum de esúdio da dupla brasileira de música sertaneja Rick & Renner, lançado em 2008 pela gravadora Warner Music. O álbum vendeu cerca 100.000 cópias, e com isso, foi certificado com disco de ouro pela ABPD.

## Faixas
1. "Passe o Tempo Que Passar"
2. "Negativo Positivo"
3. "Esse Amor é Você"
4. "Não São Coisas do Amor"
5. "Chão Deserto"
6. "Quero Falar Com Ela"
7. "Mais Que Pai e Filho" (part. Victor Henrique)
8. "Larga de Bobeira"
9. "Ressaca Braba"
10. "Fica Comigo"
11. "Pra Que Chorar"
12. "O Caminho das Paixões"
13. "Nessa Estrada"
14. "Tá Caindo"

## Certificações
| País          | Certificação | Data | Vendas certificadas |
| ------------- | ------------ | ---- | ------------------- |
| Brasil (ABPD) | Ouro         | 2009 | 100.000             |